# Olhaco Hoogeveen
Olhaco Hoogeveen – holenderski klub siatkarski z Hoogeveen założony w 1960 roku. W Eredivisie zadebiutował w sezonie 1963/1964. Wicemistrz Holandii (1967).

## Historia
Historia klubu Olhaco Hoogeveen zaczyna się w latach 60. Klub powstał w 1960 r. w wyniku połączenia dwóch klubów siatkarskich z Hoogeveen: Olympii i HZVV. Nazwa OLHACO używana była dla drużyny grającej w lidze, natomiast klub nadal nosił nazwę HZVV.
W sezonie 1960/1961 klub rywalizował na trzecim poziomie rozgrywek klubowych w Holandii (overgangsklasse), zajmując 2. miejsce. Sezon później awansował do Hoofdklasse (drugi poziom rozgrywek). W sezonie 1962/1963 Olhaco Hoogeveen wygrał rozgrywki Hoofdklasse, uzyskując awans do Eredivisie.
Pierwszy sezon (1963/1964) w Eredivisie zespół zakończył na 7. miejscu. W następnym sezonie osiągnęli 3. miejsce. W maju 1965 r. doszło do fuzji klubów Olhaco i H2C. Nowy klub przyjął nazwę H2C-Olhaco.  W sezonie 1965/1966 skończyli ligowe zmagania na 3. miejscu z taką samą liczbą punktów co AMVJ Amsterdam, jednak z gorszym bilansem setów. W kolejnym sezonie klub H2C-Olhaco zajął 2. miejsce.
W sezonie 1967/1968 H2C-Olhaco zajął ostatnie miejsce, spadając do niższej ligi. Sponsorem klubu zostało przedsiębiorstwo ALHO. Po trudnym sezonie klub utrzymał się w Hoofdklasse. W następnym sezonie jednak po dalszych osłabieniach zespół spadł do overgangsklasse. W marcu 1970 r. w Hoogeveen otwarto halę sportową Zwembadweg. Na początku sezonu 1970/1971 zakończyła się współpraca z Menso Alting College, a więc z nazwy klubu zniknął człon H2C.
W sezonie 1972/1973 po reorganizacji przez Holenderski Związek Piłki Siatkowej rozgrywek klubowych klub Olhaco znalazł się w 3e divisie (czwarty poziom rozgrywek). W sezonie 1973/1974 zespół zwyciężył w rozgrywkach 3e divisie i awansował do 2e divisie. W 1974 roku firma Taberna stała się głównym sponsorem Olhaco. W czerwcu 1974 r. klub Olhaco połączył się z KWIEK. W sezonie 1974/1975 Olhaco zajął 8. miejsce w 2e divisie. W sezonie 1975/1976 zespół zajął przedostatnie miejsce w 2e divisie, ponownie spadając do 3e divisie. W 3e divisie klub grał w latach 1976-1986. W sezonie 1985/1986 spadł do promotieklasse, a ze sponsorowania wycofała się firma Taberna.
Przed rozpoczęciem sezonu 1988-1989 klub znalazł nowego sponsora. Został nim Henk en Marijke Otter - właściciel dyskoteki Hollywood, stąd zespół występował pod nazwą Hollywood Stars. Umowa obowiązywała przez trzy lata. 20 października 1989 r. otworzona została hala sportowa Trasselt. W lipcu 1990 r. głównym sponsorem klubu została firma ubezpieczeniowa Uiterwijk Winkel. W sezonie 1990/1991 zespół wygrał promotieklasse i powrócił do 3e divisie. W sezonie 1991/1992 zespół Olhaco wygrał zmagania w 3e divisie, uzyskując awans do 2e divisie, a w następnym sezonie zwyciężył także w 2e divisie, uzyskując awans do 1e divisie. W drugiej klasie rozgrywkowej klub utrzymał się w latach 1993-1997. Przed sezonem 1996/1997 agencja Uiterwijk Winkel przestała być głównym sponsorem klub, a zespół kontynuował działalność pod nazwą nowego sponsora - EMS electronica.
W latach 1997–2006 zespół Olhaco występował w 2e i 3e divisie. Od września 2003 roku głównym sponsorem klubu została firma De Witte i od tego czasu klub drużyna przyjęła nazwę De Witte Olhaco. W sezonie 2005/2006 De Witte Olhaco zajął 1. miejsce w 2e divisie, co pozwoliło na występ w następnym sezonie w 1e divisie. Przed sezonem 2007/2008 doszło do kolejnej reorganizacji rozgrywek klubowych w Holandii. Zespół De Witte Olhaco trafił do 1e divisie, która od tego czasu stanowiła trzeci poziom rozgrywkowy. W sezonach 2016/2017 i 2017/2018 De Witte Olhaco występowało w Topdivisie stanowiącym drugi poziom rozgrywkowy.
Od sezonu 2018/2019 klub startuje pod nazwą FOOX Olhaco w 1e divisie.

## Bilans sezon po sezonie
| Sezon     | Rozgrywki ligowe         | Rozgrywki ligowe | Puchar        |
| Sezon     | Poziom                   | Miejsce          | Puchar        |
| --------- | ------------------------ | ---------------- | ------------- |
| 1960/1961 | Overgangsklasse (Oost I) | 2/8              |               |
| 1961/1962 | Overgangsklasse (Oost I) | 1/9              |               |
| 1962/1963 | Hoofdklasse (Oost)       | 1/11             |               |
| 1963/1964 | Eredivisie               | 7/13             |               |
| 1964/1965 | Eredivisie               | 3/12             |               |
| 1965/1966 | Eredivisie               | 3/12             |               |
| 1966/1967 | Eredivisie               | 2/12             |               |
| 1967/1968 | Eredivisie               | 12/12            |               |
| 1968/1969 | Hoofdklasse (Noord)      | 10/12            |               |
| 1969/1970 | Hoofdklasse (Noord)      | 11/12            |               |
| 1970/1971 | Overgangsklasse (3)      | 10/11            |               |
| 1971/1972 | Overgangsklasse (2)      | 6/12             |               |
| 1972/1973 | 3e divisie (B)           | 3/12             |               |
| 1973/1974 | 3e divisie (A)           | 1/11             | brak danych   |
| 1974/1975 | 2e divisie (A)           | 8/11             | 2. runda      |
| 1975/1976 | 2e divisie (A)           | 10/11            | 1. runda      |
| 1976/1977 | 3e divisie (B)           | 6/11             | —             |
| 1977/1978 | 3e divisie (A)           | 3/11             | —             |
| 1978/1979 | 3e divisie (A)           | 6/12             | —             |
| 1979/1980 | 3e divisie (A)           | 9/12             | —             |
| 1980/1981 | 3e divisie (A)           | 7/12             | —             |
| 1981/1982 | 3e divisie (A)           | 6/12             | 1. runda      |
| 1982/1983 | 3e divisie (A)           | 5/12             | 2. runda      |
| 1983/1984 | 3e divisie (A)           | 9/12             | 2. runda      |
| 1984/1985 | 3e divisie (A)           | 9/12             | 1. runda      |
| 1985/1986 | 3e divisie (A)           | 11/12            | 2. runda      |
| 1986/1987 | Promotieklasse (Drenthe) |                  | 1. runda      |
| 1987/1988 | Promotieklasse (Drenthe) |                  | —             |
| 1988/1989 | Promotieklasse (Drenthe) |                  | —             |
| 1989/1990 | Promotieklasse (Drenthe) | 7/12             | —             |
| 1990/1991 | Promotieklasse (Drenthe) | 1/12             | —             |
| 1991/1992 | 3e divisie (A)           | 1/12             | —             |
| 1992/1993 | 2e divisie (A)           | 1/12             | —             |
| 1993/1994 | 1e divisie (A)           | 3/12             | —             |
| 1994/1995 | 1e divisie (A)           | 6/12             | —             |
| 1995/1996 | 1e divisie (A)           | 5/12             | —             |
| 1996/1997 | 1e divisie (A)           | 11/12            | 3. runda      |
| 1997/1998 | 2e divisie (A)           | 12/12            | runda wstępna |
| 1998/1999 | 3e divisie (A)           | 3/?              | 2. runda      |
| 1999/2000 | 3e divisie (A)           | 1/?              | 3. runda      |
| 2000/2001 | 2e divisie (A)           | 5/12             | —             |
| 2001/2002 | 3e divisie (A)           | 1/?              | 2. runda      |
| 2002/2003 | 2e divisie (A)           | 5/12             | 2. runda      |
| 2003/2004 | 2e divisie (A)           | 9/12             | 3. runda      |
| 2004/2005 | 2e divisie (A)           | 3/12             | 3. runda      |
| 2005/2006 | 2e divisie (A)           | 1/12             | 2. runda      |
| 2006/2007 | 1e divisie (A)           | 9/12             | 3. runda      |
| 2007/2008 | 1e divisie (A)           | 7/12             | 2. runda      |
| 2008/2009 | 1e divisie (A)           | 10/12            | 2. runda      |
| 2009/2010 | 1e divisie (A)           | 3/11             | 3. runda      |
| 2010/2011 | 1e divisie (A)           | 2/12             | 1/8 finału    |
| 2011/2012 | 1e divisie (A)           | 3/11             | 1. runda      |
| 2012/2013 | 1e divisie (A)           | 5/12             | 3. runda      |
| 2013/2014 | 1e divisie (A)           | 6/11             | 1/8 finału    |
| 2014/2015 | 1e divisie (A)           | 4/12             | 3. runda      |
| 2015/2016 | 1e divisie (A)           | 2/12             | 2. runda      |
| 2016/2017 | Topdivisie               | 9/12             | 2. runda      |
| 2017/2018 | Topdivisie               | 12/12            | 2. runda      |
| 2018/2019 | 1e divisie (A)           | 9/12             | 1. runda      |
| 2019/2020 | 1e divisie (A)           | –/12             | 1. runda      |
| 2020/2021 | Topdivisie (A)           | –/12             | —             |
| 2021/2022 | Topdivisie (A)           | –/12             | 1/16 finału   |
| 2022/2023 | Topdivisie (A)           | 9/12             | 2. runda      |
| 2023/2024 | Topdivisie (A)           | 12/12            | 3. runda      |

| Poziom rozgrywek: pierwszy poziom drugi poziom trzeci poziom czwarty poziom piąty poziom | \| 1960-1961 \| 1961-1972 \| 1972-2007 \| 2007-2012 \| 2012-2024 \| \| --------------- \| --------------- \| -------------- \| ---------- \| ---------- \| \| Hoofdklasse \| Eredivisie \| Eredivisie \| A-League \| Eredivisie \| \| Overgangsklasse \| Hoofdklasse \| 1e divisie \| B-League \| Topdivisie \| \| \| Overgangsklasse \| 2e divisie \| 1e divisie \| 1e divisie \| \| \| \| 3e divisie \| 2e divisie \| 2e divisie \| \| \| \| Promotieklasse \| 3e divisie \| 3e divisie \| |                |            |            |
| 1960-1961                                                                                | 1961-1972 | 1972-2007      | 2007-2012  | 2012-2024  |
| Hoofdklasse                                                                              | Eredivisie | Eredivisie     | A-League   | Eredivisie |
| Overgangsklasse                                                                          | Hoofdklasse | 1e divisie     | B-League   | Topdivisie |
|                                                                                          | Overgangsklasse | 2e divisie     | 1e divisie | 1e divisie |
|                                                                                          | | 3e divisie     | 2e divisie | 2e divisie |
|                                                                                          | | Promotieklasse | 3e divisie | 3e divisie |

## Osiągnięcia
- Mistrzostwa Holandii:
  -  2. miejsce (1x): 1967
  -  3. miejsce (2x): 1965, 1966

## Udział w europejskich pucharach
Klub Olhaco Hoogeveen nigdy nie brał udziału w europejskich pucharach.